# كام هيسكين
كام هيسكين (بالإنجليزية: Kam Heskin)‏ هي عارضة وممثلة أمريكية، ولدت في 8 مايو 1973 في الولايات المتحدة.

## أعمال

### أفلام
- (2001) تومكاتس[4]
- (2001) كوكب القردة[5][6][7]
- (2002) أمسكني لو استطعت[8]

### مسلسلات
- نيويورك

## وصلات خارجية
- كام هيسكين على موقع IMDb (الإنجليزية)
- كام هيسكين على موقع ألو سيني (الفرنسية)
- كام هيسكين على موقع أول موفي (الإنجليزية)
- كام هيسكين على موقع قاعدة بيانات الفيلم (الإنجليزية)
- كام هيسكين على موقع كينوبويسك (الروسية)